# Reitoria de Borley
A Reitoria de Borley foi uma casa localizada em Borley, Essex, famosa por ser descrita como "a casa mais assombrada da Inglaterra" pelo pesquisador psíquico Harry Price. Construída em 1862 para albergar o reitor da paróquia de Borley e a sua família, a casa foi gravemente danificada por um incêndio em 1939 e demolida em 1944.
A grande casa paroquial de estilo gótico era considerada assombrada desde que foi construída. Esses relatos se multiplicaram repentinamente em 1929, depois que o jornal Daily Mirror publicou o relato de uma visita de Price, que escreveu dois livros apoiando alegações de atividade paranormal.
Os relatórios de Price levaram a um estudo formal da Society for Psychical Research (SPR), que rejeitou a maioria dos avistamentos como imaginados ou fabricados e lançou dúvidas sobre a credibilidade de Price. Suas afirmações são agora geralmente desacreditadas por historiadores de fantasmas. No entanto, nem o relatório da SPR nem a biografia mais recente de Price reprimiram o interesse público por estas histórias, e novos livros e documentários televisivos continuam a satisfazer o fascínio do público pela reitoria.

Um pequeno programa encomendado pela BBC sobre as supostas manifestações, programado para ser transmitido em setembro de 1956, foi cancelado devido a preocupações sobre uma possível ação legal por parte de Marianne Foyster, viúva do último reitor a viver na Reitoria de Borley. Em 1975, a BBC exibiu um programa intitulado The Ghost Hunters, que focava na casa e conduzia entrevistas com vários pesquisadores psíquicos, incluindo Peter Underwood. Também apresentava uma investigação psíquica noturna na vizinha Igreja de Borley.

## História
A Reitoria de Borley foi construída em Hall Road, no vilarejo de Borley, Essex, em 1862, perto da Igreja de Borley. A casa foi construída pelo reverendo Henry Dawson Ellis Bull; ele se mudou um ano após ser nomeado reitor da paróquia. A casa substituiu uma antiga reitoria no local que havia sido destruída por um incêndio em 1841. Eventualmente foi ampliada com a adição de uma ala para abrigar a família de quatorze filhos de Bull.
A igreja vizinha, cuja nave pode datar do século XII, serve uma comunidade rural dispersa de três aldeias que constituem a paróquia. Existem várias casas de fazenda importantes e os restos fragmentados de Borley Hall, que já foi a residência da família Waldegrave. A lenda afirma que um mosteiro beneditino foi supostamente construído nesta área por volta de 1362, e que um monge do mosteiro manteve um relacionamento com uma freira de um convento próximo. Depois que o caso deles foi descoberto, o monge foi executado e a freira teria sido emparedada viva nas paredes do convento. Esta lenda foi desmascarada em 1938, pois foi confirmado que não tinha base histórica conhecida e poderia ter sido inventada pelos filhos do reitor para romantizar a reitoria. A história do emparedamento da freira pode ter vindo do romance Montezuma's Daughter (1893), de Rider Haggard, ou do poema épico Marmion (1808), de Walter Scott.

## Assombrações
Os primeiros eventos paranormais na Reitoria de Borley ocorreram por volta de 1863, já que alguns moradores mais tarde se lembraram de ter ouvido passos inexplicáveis dentro da casa naquela época. Em 28 de julho de 1900, quatro das filhas de Bull viram o que pensaram ser o fantasma de uma freira ao anoitecer, a cerca de 40 jardas (37 m) da casa; eles tentaram falar com ela, mas ela desapareceu quando se aproximaram. O organista local Ernest Ambrose disse mais tarde que a família Bull estava "muito convencida de ter visto uma aparição em várias ocasiões". Várias pessoas afirmaram ter testemunhado uma variedade de incidentes intrigantes, como uma carruagem fantasma conduzida por dois cavaleiros sem cabeça, durante as quatro décadas seguintes. Bull morreu em 1892 e seu filho, o reverendo Henry ("Harry") Foyster Bull, assumiu a paróquia.
Após a morte de Harry Bull em 9 de junho de 1927, a Reitoria de Borley ficou vaga. No ano seguinte, em 2 de outubro, o reverendo Guy Eric Smith e sua esposa mudaram-se para a casa. Logo após se mudar, a esposa de Smith, enquanto limpava um armário, encontrou um pacote de papel pardo contendo a caveira de uma jovem mulher. Pouco depois, a família relatou uma série de incidentes, incluindo sons de sinos de empregados tocando apesar de estarem desligados, luzes aparecendo nas janelas, e passos inexplicáveis. Além disso, a esposa de Smith acreditava ter visto uma carruagem puxada por cavalos à noite.
Os Smiths contataram o jornal Daily Mirror pedindo para entrar em contato com a Society for Psychical Research (SPR). Em 10 de junho de 1929, o jornal enviou um repórter, que prontamente escreveu o primeiro de uma série de artigos detalhando os mistérios da Reitoria de Borley. O jornal também providenciou para que Harry Price, um pesquisador paranormal, fizesse sua primeira visita à casa. Ele chegou no dia 12 de junho e imediatamente surgiram fenômenos de um novo tipo, como o lançamento de pedras, um vaso e outros objetos. "Mensagens espirituais" foram gravadas na moldura de um espelho. Assim que Price saiu, essas ocorrências cessaram. A esposa de Smith afirmou mais tarde que suspeitava que Price, um mágico especialista, falsificava os fenômenos.
Os Smiths deixaram Borley em 14 de julho de 1929, e a paróquia teve alguma dificuldade em encontrar um substituto. Em 16 de outubro de 1930, o reverendo Lionel Algernon Foyster (1878–1945), primo-irmão dos Bulls, e sua esposa Marianne (1899–1992) mudaram-se para a casa junto com sua filha adotiva Adelaide. Foyster escreveu um relato de vários incidentes estranhos que ocorreram entre a época em que sua família se mudou e outubro de 1935, que foi enviado para Price. Isso incluiu toque de sinos, quebra de janelas, lançamento de pedras e garrafas, escrita nas paredes e trancamento de Adelaide em um quarto sem chave. Marianne relatou ao marido uma série de fenômenos poltergeist que incluíam ela ser jogada da cama. Em uma ocasião, Adelaide foi atacada por "algo horrível". Foyster tentou duas vezes realizar um exorcismo, mas seus esforços foram infrutíferos; no meio do primeiro exorcismo, ele foi atingido no ombro por uma pedra do tamanho de um punho.
Devido à cobertura do caso pelo Daily Mirror, estes incidentes atraíram a atenção de vários investigadores paranormais, que após investigação foram unânimes em suspeitar que foram causados, consciente ou inconscientemente, por Marianne. Mais tarde, ela disse que sentia que alguns dos incidentes foram causados por seu marido em conjunto com um dos pesquisadores psíquicos, mas outros eventos pareciam-lhe ser fenômenos paranormais genuínos. Marianne mais tarde admitiu que estava tendo um relacionamento sexual com um inquilino chamado Frank Pearless, e que usou explicações paranormais para encobrir suas ligações.
A família Foyster deixou Borley em outubro de 1935 devido aos problemas de saúde de Lionel Foyster.

## Investigação de Price
A Reitoria de Borley permaneceu vaga por algum tempo após a saída dos Foysters. Em maio de 1937, Price assinou um contrato de aluguel de um ano com a Queen Anne's Bounty, os donos da propriedade. Através de um anúncio impresso no The Times em 25 de maio de 1937, e subsequentes entrevistas pessoais, ele recrutou um corpo de 48 "observadores oficiais", a maioria estudantes, que passavam períodos, principalmente nos finais de semana, na casa com instruções para relatar qualquer fenômenos ocorridos.
Em março de 1938, Helen Glanville (filha de S. J. Glanville, um dos ajudantes de Price) conduziu uma sessão espírita de prancheta em Streatham, Londres. Price relatou que fez contato com dois espíritos, o primeiro deles foi o de uma jovem freira que se identificou como Marie Lairre. De acordo com a história da prancheta, Marie era uma freira francesa que deixou sua ordem religiosa e viajou para a Inglaterra para se casar com um membro da família Waldegrave. Diz-se que ela foi assassinada em um prédio antigo no local da Reitoria de Borley, e seu corpo foi enterrado no porão ou jogado em um poço abandonado. Os escritos nas paredes seriam seus pedidos de ajuda; um deles dizia: "Marianne, por favor, me ajude a sair".
O segundo espírito a ser contatado identificou-se como Sunex Amures, e afirmou que incendiaria a Reitoria de Borley às nove horas daquela noite, 27 de março de 1938. Disse ainda que, naquele momento, seriam revelados os ossos de uma pessoa assassinada.

### Incêndio

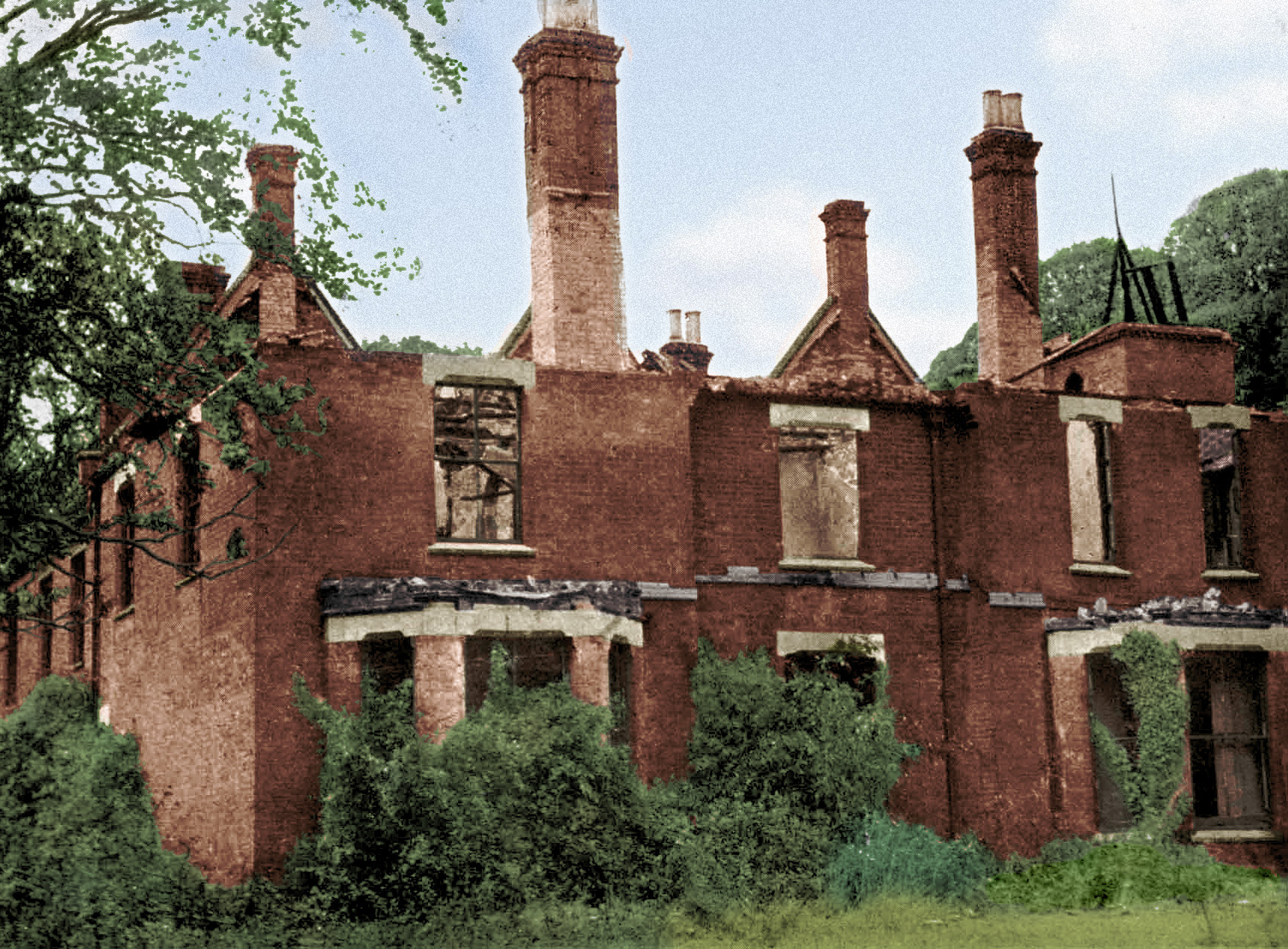
A reitoria após o incêndio

Em 27 de fevereiro de 1939, o novo proprietário da Reitoria de Borley, Capitão W. H. Gregson, estava desempacotando caixas e acidentalmente derrubou uma lamparina a óleo no corredor. A casa nunca esteve ligada a gás ou eletricidade e a água era obtida de um poço no pátio. O fogo se espalhou rapidamente e a casa ficou gravemente danificada. Depois de investigar a causa do incêndio, a seguradora concluiu que o incêndio parecia ter sido iniciado deliberadamente.
Uma senhorita Williams, da vizinha Borley Lodge, disse que viu a figura da freira fantasmagórica na janela do andar de cima durante o incêndio e, de acordo com Harry Price, exigiu o pagamento de um guinéu por sua história. Em agosto de 1943, Price conduziu uma breve escavação nos porões da casa em ruínas e descobriu dois ossos que se acredita serem de uma jovem mulher. Os ossos receberam um enterro cristão no cemitério de Liston, depois que a paróquia de Borley se recusou a permitir a realização da cerimônia devido à opinião local de que os ossos encontrados pertenciam a um porco.

## Investigação da Society for Psychical Research
Após a morte de Price em 1948, o repórter do Daily Mail, Charles Sutton o acusou de fingir fenômenos. Sutton afirmou que enquanto visitava a Reitoria de Borley com Price em 1929, ele foi atingido na cabeça por uma grande pedra. Sutton afirmou que agarrou Price e encontrou os bolsos do casaco cheios de pedras de tamanhos diferentes.
Em 1948, Eric Dingwall, K. M. Goldney e Trevor H. Hall, três membros da SPR, dois dos quais foram os associados mais leais de Price, investigaram suas alegações sobre a Reitoria de Borley. Suas descobertas foram publicadas em um livro de 1956, The Haunting of Borley Rectory, que concluiu que Price havia produzido fraudulentamente alguns dos fenômenos.
O "Relatório Borley", como ficou conhecido o estudo da SPR, afirmava que muitos dos fenômenos eram falsificados ou devidos a causas naturais, como os ratos e a estranha acústica atribuída ao formato estranho da casa. Em sua conclusão, os três autores escreveram: "[Q]uando analisadas, as evidências de atividade assombrada e poltergeist para cada período parecem diminuir em força e finalmente desaparecer." Terence Hines escreveu que "a Sra. Marianne Foyster, esposa do Rev. Lionel Foyster que viveu na reitoria de 1930 até 1935, estava ativamente envolvida na criação fraudulenta de fenômenos [assombrados]. O próprio Price 'salgou a mina' e falsificou vários fenômenos enquanto ele estava na reitoria.
Marianne Foyster admitiu mais tarde que não tinha visto nenhuma aparição e que os supostos ruídos fantasmagóricos foram causados pelo vento, por amigos que ela convidou para ir à casa e, em outros casos, por ela mesma pregando peças no marido. Muitas das lendas sobre a Reitoria de Borley também foram inventadas. Os filhos do reverendo Harry Bull, que morava na casa antes de Lionel Foyster, alegaram não ter visto nada e ficaram surpresos por estarem morando no que foi descrito como a casa mais mal-assombrada da Inglaterra.
Robert Hastings foi um dos poucos pesquisadores da SPR a defender Price. O executor literário de Price, Paul Tabori, e o pesquisador da SPR Peter Underwood também defenderam Price contra acusações de fraude. Uma abordagem semelhante foi feita por Ivan Banks em 1996. Michael Coleman, num relatório da SPR em 1997, escreveu que os defensores de Price foram incapazes de refutar as críticas de forma convincente.

## Filmes
Em 2017, o filme parcialmente animado Borley Rectory: The Most Haunted House in England foi lançado. Foi escrito e dirigido por Ashley Thorpe e estrelado por Reece Shearsmith e Jonathan Rigby.
Em 2021, foi lançado o longa-metragem The Ghosts Of Borley Rectory. Foi escrito e dirigido por Steven M. Smith e estrelado por Julian Sands, Toyah Willcox, Colin Baker e Christopher Ellison.

### Citações
1. ↑  Floyd (2002), p. 36.
2. 1 2 3  Almazan, Stephanie (16 de dezembro de 2015). «Borley Rectory: The Most Haunted House in England». The Lineup. Consultado em 8 de janeiro de 2024
3. ↑  
«The Haunted Rectory ...». The Bones of Borley. Foxearth and District Local History Society. Consultado em 16 de agosto de 2013
4. ↑  «The Ghost Hunters». IMDB
5. ↑  Bury and Norwich Post, August 1862
6. ↑  Suffolk Free Press, February 20, 1862
7. ↑  Downes (2012), Background to Borley Rectory.
8. 1 2  
Glanville, Sidney H. (Outubro de 1951). «The Strange Happenings at Borley Rectory – Full Account of England's Most Famous Modern Ghost» 7 ed. Fate. 4: 89–107
9. ↑  Pevsner (1973), p. 95
10. ↑  
Clarke, Andrew (2000). «Bull. The Bulls at Borley Rectory». The Bones of Borley. Foxearth and District Local History Society. Consultado em 16 de agosto de 2013
11. ↑  Price (2006), pp. 28–30.
12. ↑  Ambrose, Ernest (1972). «Organs and Organists». Melford Memories
13. ↑  Price (2006), p. 16.
14. ↑  Price (2006), pp. 16–17.
15. 1 2  Price (2006), p. 17.
16. ↑  Price (2006), p. 20.
17. ↑  Price (2006), p. 19.
18. ↑  Dingwall, Goldney & Hall (1956), p. 44.
19. 1 2  Dingwall, Goldney & Hall (1956), p. 75.
20. ↑  Price (2006), p. 36.
21. ↑  O'Neal (1994), p. 80.
22. 1 2  
Clarke, Andrew (2003). «Lawless, the Lodger». The Bones of Borley. Foxearth and District Local History Society. Consultado em 16 de agosto de 2013
23. ↑  Wood (1992).
24. ↑  Price (2006).
25. ↑  Nicholas, Margaret (1986), World's Greatest Psychics & Mystics, ISBN 978-0-600-58612-8, Octopus
26. ↑  Price (2006), p. 38.
27. 1 2  Price (2006), pp. 276–280.
28. ↑  Fanthorpe & Fanthorpe (1997), p. 52.
29. ↑  Floyd (2002), p. 37.
30. ↑  Price (2006), pp. 279–280.
31. ↑  Karl (2007), p. 33.
32. ↑  Wood (1992), p. 50.
33. ↑  Price (2006), p. 13.
34. ↑  Wood (1992), pp. 3–4.
35. ↑  Dingwall, Goldney & Hall (1956), p. 147.
36. ↑  Dingwall, Goldney & Hall (1956), p. 154.
37. ↑  Fielding & O'Keeffe (2011), chapter 4.
38. ↑  Newman, Paul. (2000). A History of Terror: Fear & Dread Through the Ages. Sutton. p. 192. ISBN 978-0750931861
39. 1 2  Dingwall, E. J.; Goldney, K. M.; Hall, T. H. (1956). The Haunting of Borley Rectory. Duckworth.
40. ↑  Hines, Terence. (2003). Pseudoscience and the Paranormal. Prometheus Books. pp. 94–95. ISBN 978-1573929790
41. 1 2  Hoggart, Simon., Hutchinson, Mike. (1995). Bizarre Beliefs. Richard Cohen Books. p. 186. ISBN 978-1573921565
42. ↑  Hastings, Robert. (1969).    An Examination of the Borley Report. Journal of the Society for Psychical Research 55: 66–175.
43. ↑  Tabori, Paul., Underwood, Peter. (1973). Ghosts of Borley: Annals of the Haunted Rectory. David & Charles. ISBN 978-0715361184
44. ↑  Banks, Ivan. (1996). The Enigma of Borley Rectory. Foulsham & Co Ltd. ISBN 978-0572021627
45. ↑  Coleman, Michael. (1997). The Flying Bricks of Borley. Journal of the Society for Psychical Research. Volume. 61, No. 847.
46. ↑  «Borley Rectory: The Most Haunted House in England (2017) – EOFFTV – the Encyclopedia of Fantastic Film and Television»
47. ↑  «The Ghosts of Borley Rectory (2021)»